# Symphonie no 7 de Mahler
Pour les articles homonymes, voir Symphonie no 7.
Chant de la nuit
La Symphonie no 7 en mi mineur dite « Chant de la nuit » de Gustav Mahler, est la septième symphonie qu’il a composée de 1904 et 1905. 
Selon Henry-Louis de La Grange, elle constitue le point le plus avancé du « modernisme » de Mahler, parmi la trilogie des symphonies instrumentales (avec les 5e et 6e Symphonies). Elle a été la plus tardivement enregistrée en studio, en 1953, et elle a souffert jusque récemment, d'une moindre popularité parmi les symphonies.
Elle comporte cinq mouvements :
1. Langsam (Adagio) — Allegro risoluto, ma non troppo
2. Nachtmusik. Allegro moderato
3. Scherzo. Schattenhaft
4. Nachtmusik. Andante amoroso
5. Rondo-Finale. Tempo I (Allegro ordinario)

## Fiche technique
- Titre : Symphonie no 7
  - Surnom : « Chant de la nuit »
- Composition : 1904 (les deux nocturnes) et 1905 (pour les trois autres mouvements)
- Durée : 1 heure 20-25 minutes
- Création : 19 septembre 1908 à Prague[2]
- Publication : Lauterbach & Kühn, 1910.

### Orchestration
| Instrumentation de la symphonie |
| Cordes |
| Premiers violons, seconds violons, altos, violoncelles, contrebasses, harpe, guitare, mandoline                                                                     |
| Bois |
| 5 flûtes, 4 hautbois, 5 clarinettes, 4 bassons |
| Cuivres |
| 4 cors, 3 trompettes, 3 trombones, 1 tuba, 1 saxhorn baryton |
| Percussions |
| Timbales, grosse caisse, cloches, cloches de troupeau, 2 glockenspiel, triangle, cymbales frappées et suspendues, tam tam, tambour de basque, caisse claire, Fagots |

## Histoire

### Composition
Les deux Nachtmusiken ont été composées avant les trois autres mouvements. Alors que Mahler travaillait encore sur sa Sixième Symphonie, il esquissa les deux nocturnes. C'était la première fois qu'il travaillait simultanément sur deux œuvres. Il compléta un an plus tard les trois autres mouvements, composés en quatre semaines.
La Septième commence lugubrement par un si mineur malaisé, et se termine par un rondo éclatant qui finit en ut majeur, tout comme la Cinquième, débutant par une marche funèbre en ut dièse mineur et s'épanouissant dans un rondo final désinvolte et joyeux, s'achevant dans un énergique ré majeur.

### Création et réception
L’accueil de la Septième, créée à Prague le 19 septembre 1908 sous la direction du compositeur, fut très respectueux, mais peu enthousiaste. Mahler n’est plus accusé de manque de création dans ses œuvres, mais le public est étonné d’entendre autant de banalités d’origine populaire dans une œuvre aussi sérieuse.

## Analyse

### Langsam (Adagio) - Allegro
Le premier mouvement  est de forme sonate. L’introduction (en si mineur) lente crée un climat mystérieux, grâce à ses accords et son rythme. Après la lenteur de la première partie suit une seconde partie allegro, avec un thème principal basé sur des empilements d'intervalles de quartes. La coda monumentale se termine en majeur (comme le 1er mouvement de la Sixième symphonie).

### Nachtmusik I
Le deuxième mouvement (en ut mineur/majeur) est la première Nachtmusik, notée « Allegro moderato – Molto moderato ». Mahler a affirmé avoir composé ce mouvement après avoir entrevu une patrouille évoluant dans un « clair-obscur fantastique ». On retrouve dans ce mouvement l'enchaînement accord majeur-accord mineur.

### Scherzo
Le troisième mouvement est un Scherzo ; il est noté « Schattenhaft. Fliessend aber nicht schnell » (« Fantomatique. Fluide, mais pas rapide »). L’atmosphère fantomatique (schattenhaft) est marqué par un déplacement de l’accentuation des rythmes. Alors que les timbales jouent sur le troisième temps (faible), les contrebasses jouent doux sur le premier temps (fort). Ce mouvement est sinistre et grinçant, avec des incantations plaintives de flûtes, des cordes et des cuivres en sourdine à la sonorité acide. Le tout baignant dans la nuance piano, et les ruptures forte des timbales.

### Nachtmusik II
Le quatrième mouvement est la deuxième Nachtmusik, notée « Andante amoroso. Mit Aufschwung » « Avec élan »). Il est caractérisé par la présence de la harpe, de la guitare et de la mandoline. Ce mouvement impressionna Arnold Schönberg qui montre cette influence dans sa Sérénade op. 24 et la Symphonie de chambre (1906).
Adorno proposait de mettre en épigraphe de ce nocturne, le vers suivant de Rilke, extrait du Livre d'images (1899) : « Les heures s'appellent en sonnant et l'on voit au fond du temps. »

### Rondo-Finale
Le cinquième et dernier mouvement est titré Rondo-Finale et noté « Allegro ordinario ». Après quatre mouvements « nocturnes », le finale passe brutalement à la lumière du jour. Le rondo commence par un thème aux timbales seules en mi mineur : ce battement irrigue tout le morceau en lui donnant un grand dynamisme. Ensuite, le rondo est une sorte de fête sonore avec fanfares de cuivres, marches de cordes, cors, bois avec toujours l'élément moteur des timbales qui passe à tous les pupitres, unique lien entre ses différents tableaux qui se succèdent sans transition. Le refrain finit par accélérer et s'écrase dans un grand accord qui diminue aussitôt. 
Mahler enchaîne aussitôt avec une valse viennoise (à 4 temps), écho de La Veuve joyeuse de Franz Lehar. Après le retour partiel du refrain, la valse reprend puis apparaît un pastiche de menuet. Ces deux couplets sont parodiés et alternent avec des fragments de refrain, pendant tout le morceau. Après cette  succession de motifs le refrain revient une dernière fois dans une apothéose avec ralentis et cloches. Comme la première fois, après une accélération subite, le rondo s'écrase sur un accord dissonant qui s'éteint en decrescendo jusqu'à ce qu'un accord d'ut majeur termine ce mouvement.

## Discographie
Il existe plus d'une centaine de versions référencées de la Septième Symphonie depuis le premier enregistrement en 1950 par Hermann Scherchen.
Cette discographie sélective recense des enregistrements considérés comme des références par la critique musicale :
- 1953 : Hermann Scherchen, Orchestre de l'Opéra d'État de Vienne, MCA (« 9 de Répertoire »[6]), ( Diapason d'or [7]);
- 1966 : Leonard Bernstein, Orchestre philharmonique de New York, CBS/Sony (14 décembre 1965)[8], (« 9 de Répertoire »[9]);
- 1976 : Rafael Kubelík, Orchestre symphonique de la Radiodiffusion bavaroise (concert, 5 février 1976, Audite 95.476) (« 10 de Répertoire »[10]);
- 1979 : Kirill Kondrachine, Orchestre royal du Concertgebouw d’Amsterdam (concert, 29 novembre 1979), Tahra TAH 451 (« 10 de Répertoire »[11]), (Diapason d'or[12]), (4 étoiles du Monde de la musique[13] ; (« 5 de Classica »[14];
- 1985 : Leonard Bernstein, Orchestre philharmonique de New York ; DG[8],
- 1992 : Bernard Haitink, Orchestre philharmonique de Berlin (juin 1992, Philips Classics 434 997-2), (« 10 de Répertoire »[15]);
- 1993 : Michael Gielen, Orchestre de la radio de Baden-Baden (19-23 avril 1993, Südwestfunk SWF 167 / Hänssler Classics CD93039 / Michael Gielen Edition vol. 6 [Mahler], 17CD SWR Music SWR19042), (« 9 de Répertoire »[16]);
- 2019 : Iván Fischer, Orchestre du Festival de Budapest (septembre 2015, SACD Channel Classics CCSSA38019)[17] (« Enregistrement du mois » Gramophone[18]).